# Rost (färg)

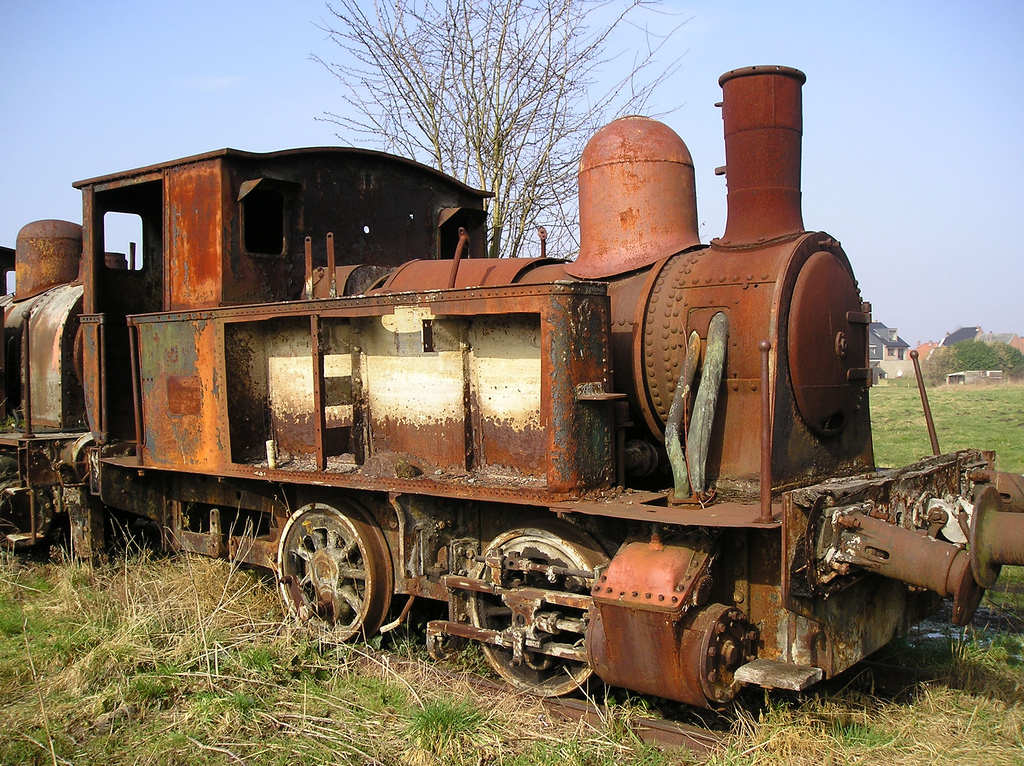
Rostigt lok

Rost eller roströd är färger som liknar rostat järn (järnoxid).  
Någon färg med namnet rost finns inte bland de ursprungliga HTML-färgerna eller webbfärgerna (X11). I andra källor ges rust färgkoordinaterna i boxen härintill.